# Liga Campionilor EHF Feminin 2018-2019 - grupele principale
Acest articol descrie al doilea tur al Ligii Campionilor EHF Feminin 2018-2019.

## Echipe calificate
Tabelul de mai jos precizează locurile în grupele preliminare de pe care echipele s-au calificat în grupele principale:
| Grupa | Câștigătoare      | Locul 2             | Locul 3           |
| ----- | ----------------- | ------------------- | ----------------- |
| A     | Metz Handball     | ŽRK Budućnost       | Odense Håndbold   |
| B     | Rostov-Don        | København Håndbold  | Brest Bretagne HB |
| C     | Győri Audi ETO KC | RK Krim             | Thüringer HC      |
| D     | CSM București     | Vipers Kristiansand | Ferencvárosi TC   |

## Format
În această fază au avansat primele trei echipe din fiecare grupă preliminară. Fiecare echipă și-a păstrat punctele și golaverajul obținute în meciurile directe contra celorlalte echipe calificate din grupă.
În cele două grupe principale echipele vor juca una împotriva celeilalte după sistemul fiecare cu fiecare, în meciuri tur și retur împotriva echipelor cu care nu s-au întâlnit încă. Echipele clasate pe primele patru locuri la sfârșitul acestei faze vor avansa în sferturile de finală.

## Partidele
Partidele se vor desfășura între 25 ianuarie și 10 martie 2019, și anume: pe 25–27 ianuarie, 1–3 februarie, 8–10 februarie, 22–24 februarie, 1–3 martie, 8–10 martie 2019.

## Departajare
Similar cu faza grupelor, echipele se vor clasa în conformitate cu punctele acumulate (2 puncte pentru victorie, 1 punct pentru egal, 0 puncte pentru înfrângere). Dacă două sau mai multe echipe vor acumula același număr de puncte la finalul fazei grupelor, ele vor fi departajate după cum urmează:
1. După punctele obținute în meciurile directe dintre echipele aflate la egalitate;
2. După golaverajul obținut în meciurile directe dintre echipele aflate la egalitate;
3. După numărul de goluri înscrise în meciurile directe dintre echipele aflate la egalitate (sau după numărul de goluri înscrise în deplasare, în caz de egalitate);
4. După golaverajul obținut în urma tuturor meciurilor din grupă;
5. După numărul de goluri înscrise în toate meciurile din grupă;

După determinarea locului uneia dintre echipele aflate la egalitate, criteriile de mai sus vor fi folosite consecutiv până când vor fi determinate locurile tuturor echipelor implicate. Dacă și după folosirea criteriilor de departajare de mai sus vor exista echipe care rămân la egalitate, EHF va decide clasamentul printr-o tragere la sorți.
În timpul fazei grupelor principale, doar criteriile 4–5 vor fi aplicate pentru determinarea clasamentului provizoriu.

### Grupa 1
| Echipa             | M  | V | E | Î | GM  | GP  | G   | Pct |
| ------------------ | -- | - | - | - | --- | --- | --- | --- |
| Metz Handball      | 10 | 7 | 1 | 2 | 299 | 242 | +57 | 15  |
| Rostov-Don         | 10 | 7 | 1 | 2 | 261 | 241 | +20 | 15  |
| ŽRK Budućnost      | 10 | 5 | 1 | 4 | 245 | 248 | −3  | 11  |
| Odense Håndbold    | 10 | 3 | 2 | 5 | 246 | 267 | −21 | 8   |
| København Håndbold | 10 | 3 | 2 | 5 | 271 | 280 | −9  | 8   |
| Brest Bretagne HB  | 10 | 0 | 3 | 7 | 253 | 297 | −44 | 3   |

| 26 ianuarie 2019 15:30 | Odense Håndbold | 28 – 24 | Brest Bretagne HB | Odense Idrætshal, Odense Asistență: 1.737 Arbitri: Brkić, Jusufhodžić |
| 26 ianuarie 2019 15:30 | S. Jørgensen 6  | (14–10) | Gros 7            | Odense Idrætshal, Odense Asistență: 1.737 Arbitri: Brkić, Jusufhodžić |
| 26 ianuarie 2019 15:30 | 3× 2×           | Cronică | 5× 1×             | Odense Idrætshal, Odense Asistență: 1.737 Arbitri: Brkić, Jusufhodžić |

| 26 ianuarie 2019 18:30 | Metz Handball | 29 – 25 | Rostov-Don | Arènes de Metz, Metz Asistență: 4.352 Arbitri: Praštalo, Balvan |
| 26 ianuarie 2019 18:30 | Zaadi 7       | (17–14) | Abbingh 7  | Arènes de Metz, Metz Asistență: 4.352 Arbitri: Praštalo, Balvan |
| 26 ianuarie 2019 18:30 | 3× 1×         | Cronică | 3×         | Arènes de Metz, Metz Asistență: 4.352 Arbitri: Praštalo, Balvan |

| 27 ianuarie 2019 20:30 | ŽRK Budućnost | 29 – 27 | København Håndbold | Centrul Sportiv Morača, Podgorica Asistență: 3.001 Arbitri: Opava, Válek |
| 27 ianuarie 2019 20:30 | Raičević 8    | (15–12) | Nielsen 8          | Centrul Sportiv Morača, Podgorica Asistență: 3.001 Arbitri: Opava, Válek |
| 27 ianuarie 2019 20:30 | 4× 3×         | Cronică | 4× 1×              | Centrul Sportiv Morača, Podgorica Asistență: 3.001 Arbitri: Opava, Válek |

| 2 februarie 2019 15:00 | Rostov-Don | 24 – 22 | ŽRK Budućnost | Palatul Sporturilor, Rostov-pe-Don Asistență: 3.300 Arbitri: Pech, Vágvölgyi |
| 2 februarie 2019 15:00 | Sen 8      | (13–11) | Raičević 7    | Palatul Sporturilor, Rostov-pe-Don Asistență: 3.300 Arbitri: Pech, Vágvölgyi |
| 2 februarie 2019 15:00 | 5× 2× 1×   | Cronică | 11× 2× 1×     | Palatul Sporturilor, Rostov-pe-Don Asistență: 3.300 Arbitri: Pech, Vágvölgyi |

| 2 februarie 2019 18:30 | Brest Bretagne HB | 21 – 32 | Metz Handball | Brest Arena, Brest Asistență: 3.555 Arbitri: Kijauskaitė, Žalienė |
| 2 februarie 2019 18:30 | Pineau 7          | (9–16)  | Zaadi 7       | Brest Arena, Brest Asistență: 3.555 Arbitri: Kijauskaitė, Žalienė |
| 2 februarie 2019 18:30 | 4× 3× 1×          | Cronică | 4× 3×         | Brest Arena, Brest Asistență: 3.555 Arbitri: Kijauskaitė, Žalienė |

| 4 februarie 2019 20:00 | København Håndbold | 24 – 24 | Odense Håndbold | TREFOR Arena Brøndby, Brøndby Asistență: 1.410 Arbitri: Brunovský, Čanda |
| 4 februarie 2019 20:00 | Dulfer 4           | (12–9)  | Cohrt 7         | TREFOR Arena Brøndby, Brøndby Asistență: 1.410 Arbitri: Brunovský, Čanda |
| 4 februarie 2019 20:00 | 1× 2×              | Cronică | 5× 3×           | TREFOR Arena Brøndby, Brøndby Asistență: 1.410 Arbitri: Brunovský, Čanda |

| 10 februarie 2019 16:00 | Metz Handball | 36 – 24 | København Håndbold | Arènes de Metz, Metz Asistență: 4.500 Arbitri: Vranes, Wenninger |
| 10 februarie 2019 16:00 | Zaadi 7       | (19–13) | Nielsen 5          | Arènes de Metz, Metz Asistență: 4.500 Arbitri: Vranes, Wenninger |
| 10 februarie 2019 16:00 | 4× 2×         | Cronică | 6× 2×              | Arènes de Metz, Metz Asistență: 4.500 Arbitri: Vranes, Wenninger |

| 10 februarie 2019 16:10 | Odense Håndbold | 26 – 30 | Rostov-Don   | Odense Idrætshal, Odense Asistență: 2.236 Arbitri: Covalciuc, Covalciuc, |
| 10 februarie 2019 16:10 | Tranborg 8      | (13–17) | Managarova 6 | Odense Idrætshal, Odense Asistență: 2.236 Arbitri: Covalciuc, Covalciuc, |
| 10 februarie 2019 16:10 | 3×              | Cronică | 3× 2×        | Odense Idrætshal, Odense Asistență: 2.236 Arbitri: Covalciuc, Covalciuc, |

| 10 februarie 2019 20:00 | ŽRK Budućnost | 28 – 27 | Brest Bretagne HB | Centrul Sportiv Morača, Podgorica Asistență: 3.100 Arbitri: Năstase, Stancu |
| 10 februarie 2019 20:00 | Jauković 12   | (15–12) | Tissier 7         | Centrul Sportiv Morača, Podgorica Asistență: 3.100 Arbitri: Năstase, Stancu |
| 10 februarie 2019 20:00 | 3× 2×         | Cronică | 3× 1×             | Centrul Sportiv Morača, Podgorica Asistență: 3.100 Arbitri: Năstase, Stancu |

| 23 februarie 2019 14:30 | København Håndbold | 31 – 20 | ŽRK Budućnost      | TREFOR Arena Brøndby, Brøndby Asistență: 1.208 Arbitri: Merz, Schilha |
| 23 februarie 2019 14:30 | De la Cour 7       | (16–9)  | Bulatović, Grbić 4 | TREFOR Arena Brøndby, Brøndby Asistență: 1.208 Arbitri: Merz, Schilha |
| 23 februarie 2019 14:30 | 2×                 | Cronică | 4× 2×              | TREFOR Arena Brøndby, Brøndby Asistență: 1.208 Arbitri: Merz, Schilha |

| 23 februarie 2019 15:30 | Rostov-Don           | 18 – 26 | Metz Handball | Palatul Sporturilor, Rostov-pe-Don Asistență: 3.500 Arbitri: Ilieva, Karbeska |
| 23 februarie 2019 15:30 | Abbingh, Borșcenko 4 | (12–13) | Smits 6       | Palatul Sporturilor, Rostov-pe-Don Asistență: 3.500 Arbitri: Ilieva, Karbeska |
| 23 februarie 2019 15:30 | 1× 3×                | Cronică | 2× 3×         | Palatul Sporturilor, Rostov-pe-Don Asistență: 3.500 Arbitri: Ilieva, Karbeska |

| 24 februarie 2019 16:00 | Brest Bretagne HB | 24 – 29 | Odense Håndbold      | Brest Arena, Brest Asistență: 3.425 Arbitri: Bennani, Bennani |
| 24 februarie 2019 16:00 | Gros 8            | (13–13) | Heindahl, Tranborg 6 | Brest Arena, Brest Asistență: 3.425 Arbitri: Bennani, Bennani |
| 24 februarie 2019 16:00 | 1× 2×             | Cronică | 4× 2×                | Brest Arena, Brest Asistență: 3.425 Arbitri: Bennani, Bennani |

| 2 martie 2019 15:30 | Odense Håndbold | 25 – 23 | København Håndbold | Odense Idrætshal, Odense Asistență: 2.127 Arbitri: Kijauskaitė, Žalienė |
| 2 martie 2019 15:30 | Østergaard 5    | (13–11) | Dulfer 6           | Odense Idrætshal, Odense Asistență: 2.127 Arbitri: Kijauskaitė, Žalienė |
| 2 martie 2019 15:30 | 1× 2×           | Cronică | 3× 2×              | Odense Idrætshal, Odense Asistență: 2.127 Arbitri: Kijauskaitė, Žalienė |

| 3 martie 2019 16:00 | Metz Handball | 39 – 26 | Brest Bretagne HB | Arènes de Metz, Metz Asistență: 4.500 Arbitri: Christidi, Papamattheou |
| 3 martie 2019 16:00 | Houette 10    | (17–13) | Gros, Toublanc 4  | Arènes de Metz, Metz Asistență: 4.500 Arbitri: Christidi, Papamattheou |
| 3 martie 2019 16:00 | 2×            | Cronică | 6× 1×             | Arènes de Metz, Metz Asistență: 4.500 Arbitri: Christidi, Papamattheou |

| 3 martie 2019 20:00 | ŽRK Budućnost | 20 – 23 | Rostov-Don        | Centrul Sportiv Morača, Podgorica Asistență: 2.612 Arbitri: Brkić, Jusufhodzić |
| 3 martie 2019 20:00 | Bulatović 7   | (9–11)  | patru jucătoare 3 | Centrul Sportiv Morača, Podgorica Asistență: 2.612 Arbitri: Brkić, Jusufhodzić |
| 3 martie 2019 20:00 | 1× 3×         | Cronică | 5× 4×             | Centrul Sportiv Morača, Podgorica Asistență: 2.612 Arbitri: Brkić, Jusufhodzić |

| 9 martie 2019 15:00 | Rostov-Don | 25 – 19 | Odense Håndbold | Palatul Sporturilor, Rostov-pe-Don Asistență: 3.500 Arbitri: Florescu, Stoia |
| 9 martie 2019 15:00 | Sen 6      | (14–10) | Bakkerud 9      | Palatul Sporturilor, Rostov-pe-Don Asistență: 3.500 Arbitri: Florescu, Stoia |
| 9 martie 2019 15:00 | 2×         | Cronică | 3×              | Palatul Sporturilor, Rostov-pe-Don Asistență: 3.500 Arbitri: Florescu, Stoia |

| 10 martie 2019 16:00 | København Håndbold | 36 – 33 | Metz Handball | TREFOR Arena Brøndby, Brøndby Asistență: 1.275 Arbitri: Horváth, Marton |
| 10 martie 2019 16:00 | Kragballe 6        | (15–17) | Smits 8       | TREFOR Arena Brøndby, Brøndby Asistență: 1.275 Arbitri: Horváth, Marton |
| 10 martie 2019 16:00 | 2× 1×              | Cronică | 2×            | TREFOR Arena Brøndby, Brøndby Asistență: 1.275 Arbitri: Horváth, Marton |

| 10 martie 2019 18:00 | Brest Bretagne HB | 22 – 22 | ŽRK Budućnost | Brest Arena, Brest Asistență: 2.995 Arbitri: Brehmer, Skowronek |
| 10 martie 2019 18:00 | Gros 7            | (13–13) | Bulatović 5   | Brest Arena, Brest Asistență: 2.995 Arbitri: Brehmer, Skowronek |
| 10 martie 2019 18:00 | 2× 3×             | Cronică | 3×            | Brest Arena, Brest Asistență: 2.995 Arbitri: Brehmer, Skowronek |

### Grupa a 2-a
| Echipa              | M  | V | E | Î | GM  | GP  | G   | Pct |
| ------------------- | -- | - | - | - | --- | --- | --- | --- |
| Győri Audi ETO KC   | 10 | 8 | 2 | 0 | 333 | 267 | +66 | 18  |
| Vipers Kristiansand | 10 | 6 | 0 | 4 | 288 | 265 | +23 | 12  |
| Ferencvárosi TC     | 10 | 5 | 2 | 3 | 298 | 306 | −8  | 12  |
| CSM București       | 10 | 5 | 1 | 4 | 292 | 282 | +10 | 11  |
| RK Krim             | 10 | 2 | 1 | 7 | 243 | 281 | −38 | 5   |
| Thüringer HC        | 10 | 0 | 2 | 8 | 255 | 308 | −53 | 2   |

| 26 ianuarie 2019 16:00 | RK Krim             | 24 – 25 | Vipers Kristiansand | Sala Kodeljevo, Ljubljana Asistență: 1.500 Arbitri: Panayides, Andreou |
| 26 ianuarie 2019 16:00 | Mavsar, Perederîi 5 | (8–10)  | trei jucătoare 5    | Sala Kodeljevo, Ljubljana Asistență: 1.500 Arbitri: Panayides, Andreou |
| 26 ianuarie 2019 16:00 | 2× 3×               | Cronică | 3×                  | Sala Kodeljevo, Ljubljana Asistență: 1.500 Arbitri: Panayides, Andreou |

| 26 ianuarie 2019 20:30 | Győri Audi ETO KC | 36 – 27 | CSM București | Audi Aréna, Győr Asistență: 5.389 Arbitri: Nikolić, Stojković |
| 26 ianuarie 2019 20:30 | Pintea 9          | (22–15) | Lekić 8       | Audi Aréna, Győr Asistență: 5.389 Arbitri: Nikolić, Stojković |
| 26 ianuarie 2019 20:30 | 3×                | Cronică | 5× 3×         | Audi Aréna, Győr Asistență: 5.389 Arbitri: Nikolić, Stojković |

| 27 ianuarie 2019 15:00 | Thüringer HC | 32 – 35 | Ferencvárosi TC | Wiedigsburghalle, Nordhausen Asistență: 1.500 Arbitri: Brehmer, Skowronek |
| 27 ianuarie 2019 15:00 | Schmelzer 7  | (19–19) | Pena 14         | Wiedigsburghalle, Nordhausen Asistență: 1.500 Arbitri: Brehmer, Skowronek |
| 27 ianuarie 2019 15:00 | 3×           | Cronică | 6× 2×           | Wiedigsburghalle, Nordhausen Asistență: 1.500 Arbitri: Brehmer, Skowronek |

| 2 februarie 2019 17:00 | CSM București | 32 – 26 | RK Krim    | Sala Dinamo, București Asistență: 4.862 Arbitri: Canbro, Kliko |
| 2 februarie 2019 17:00 | Radičević 10  | (16–11) | Tsàkalou 7 | Sala Dinamo, București Asistență: 4.862 Arbitri: Canbro, Kliko |
| 2 februarie 2019 17:00 | 2×            | Cronică | 3× 2×      | Sala Dinamo, București Asistență: 4.862 Arbitri: Canbro, Kliko |

| 2 februarie 2019 18:30 | Ferencvárosi TC | 32 – 32 | Győri Audi ETO KC | Érd Aréna, Érd Asistență: 2.000 Arbitri: Alpaidze, Berezkina |
| 2 februarie 2019 18:30 | Klujber 7       | (16–15) | Groot 8           | Érd Aréna, Érd Asistență: 2.000 Arbitri: Alpaidze, Berezkina |
| 2 februarie 2019 18:30 | 3×              | Cronică | 3×                | Érd Aréna, Érd Asistență: 2.000 Arbitri: Alpaidze, Berezkina |

| 2 februarie 2019 19:15 | Vipers Kristiansand | 31 – 24 | Thüringer HC | Aquarama Kristiansand, Kristiansand Asistență: 1.534 Arbitri: Sa, Sa |
| 2 februarie 2019 19:15 | Kristiansen 10      | (16–12) | Schmelzer 6  | Aquarama Kristiansand, Kristiansand Asistență: 1.534 Arbitri: Sa, Sa |
| 2 februarie 2019 19:15 | 3× 4×               | Cronică | 3×           | Aquarama Kristiansand, Kristiansand Asistență: 1.534 Arbitri: Sa, Sa |

| 9 februarie 2019 16:00 | RK Krim     | 23 – 25 | Ferencvárosi TC | Sala Kodeljevo, Ljubljana Asistență: 1.457 Arbitri: Mata, López |
| 9 februarie 2019 16:00 | Gnabouyou 6 | (10–10) | Klujber 9       | Sala Kodeljevo, Ljubljana Asistență: 1.457 Arbitri: Mata, López |
| 9 februarie 2019 16:00 | 4× 2×       | Cronică | 6× 4×           | Sala Kodeljevo, Ljubljana Asistență: 1.457 Arbitri: Mata, López |

| 9 februarie 2019 20:30 | Győri Audi ETO KC | 33 – 29 | Vipers Kristiansand | Audi Aréna, Győr Asistență: 5.397 Arbitri: Christiansen, Hansen |
| 9 februarie 2019 20:30 | Hansen 8          | (19–14) | Sulland 8           | Audi Aréna, Győr Asistență: 5.397 Arbitri: Christiansen, Hansen |
| 9 februarie 2019 20:30 | 3×                | Cronică | 2×                  | Audi Aréna, Győr Asistență: 5.397 Arbitri: Christiansen, Hansen |

| 10 februarie 2019 15:00 | Thüringer HC | 30 – 38 | CSM București | Wiedigsburghalle, Nordhausen Asistență: 1.600 Arbitri: Brunner, Salah |
| 10 februarie 2019 15:00 | Luzumová 12  | (12–17) | Radičević 13  | Wiedigsburghalle, Nordhausen Asistență: 1.600 Arbitri: Brunner, Salah |
| 10 februarie 2019 15:00 | 3× 2×        | Cronică | 5× 2×         | Wiedigsburghalle, Nordhausen Asistență: 1.600 Arbitri: Brunner, Salah |

| 23 februarie 2019 15:00 | CSM București | 25 – 27 | Győri Audi ETO KC | Sala Dinamo, București Asistență: 5.032 Arbitri: Bonaventura, Bonaventura |
| 23 februarie 2019 15:00 | Radičević 6   | (10–14) | Groot 8           | Sala Dinamo, București Asistență: 5.032 Arbitri: Bonaventura, Bonaventura |
| 23 februarie 2019 15:00 | 4× 3×         | Cronică | 4×                | Sala Dinamo, București Asistență: 5.032 Arbitri: Bonaventura, Bonaventura |

| 23 februarie 2019 19:15 | Vipers Kristiansand | 29 – 21 | RK Krim  | Aquarama Kristiansand, Kristiansand Asistență: 1.610 Arbitri: Brehmer, Skowronek |
| 23 februarie 2019 19:15 | Reistad 7           | (14–14) | Stanko 8 | Aquarama Kristiansand, Kristiansand Asistență: 1.610 Arbitri: Brehmer, Skowronek |
| 23 februarie 2019 19:15 | 3× 4×               | Cronică | 2×       | Aquarama Kristiansand, Kristiansand Asistență: 1.610 Arbitri: Brehmer, Skowronek |

| 23 februarie 2019 20:30 | Ferencvárosi TC | 30 – 29 | Thüringer HC       | Érd Aréna, Érd Asistență: 2.200 Arbitri: Tzaferopoulos, Bethmann |
| 23 februarie 2019 20:30 | Klujber 9       | (17–12) | Luzumová, Stolle 6 | Érd Aréna, Érd Asistență: 2.200 Arbitri: Tzaferopoulos, Bethmann |
| 23 februarie 2019 20:30 | 2× 3×           | Cronică | 6× 4×              | Érd Aréna, Érd Asistență: 2.200 Arbitri: Tzaferopoulos, Bethmann |

| 2 martie 2019 16:00 | RK Krim  | 23 – 22 | CSM București | Sala Kodeljevo, Ljubljana Asistență: 823 Arbitri: Alpaidze, Berezkina |
| 2 martie 2019 16:00 | Stanko 8 | (12–11) | Curea 9       | Sala Kodeljevo, Ljubljana Asistență: 823 Arbitri: Alpaidze, Berezkina |
| 2 martie 2019 16:00 | 5× 2×    | Cronică | 6× 3× 1×      | Sala Kodeljevo, Ljubljana Asistență: 823 Arbitri: Alpaidze, Berezkina |

| 2 martie 2019 20:30 | Győri Audi ETO KC | 32 – 32 | Ferencvárosi TC | Audi Aréna, Győr Asistență: 5.475 Arbitri: Mitrevski, Todorovski |
| 2 martie 2019 20:30 | Pintea 6          | (15–13) | Pena 12         | Audi Aréna, Győr Asistență: 5.475 Arbitri: Mitrevski, Todorovski |
| 2 martie 2019 20:30 | 1× 4×             | Cronică | 3× 2×           | Audi Aréna, Győr Asistență: 5.475 Arbitri: Mitrevski, Todorovski |

| 3 martie 2019 15:00 | Thüringer HC | 21 – 29 | Vipers Kristiansand | Wiedigsburghalle, Nordhausen Asistență: 1.400 Arbitri: Antić, Jakovljević |
| 3 martie 2019 15:00 | Bölk 6       | (9–17)  | Waade 6             | Wiedigsburghalle, Nordhausen Asistență: 1.400 Arbitri: Antić, Jakovljević |
| 3 martie 2019 15:00 | 3× 1×        | Cronică | 2×                  | Wiedigsburghalle, Nordhausen Asistență: 1.400 Arbitri: Antić, Jakovljević |

| 8 martie 2019 18:00 | CSM București | 23 – 23 | Thüringer HC | Sala Dinamo, București Asistență: 3.468 Arbitri: Christiansen, Hansen |
| 8 martie 2019 18:00 | Radičević 8   | (14–8)  | Stolle 6     | Sala Dinamo, București Asistență: 3.468 Arbitri: Christiansen, Hansen |
| 8 martie 2019 18:00 | 3× 2×         | Cronică | 4× 2×        | Sala Dinamo, București Asistență: 3.468 Arbitri: Christiansen, Hansen |

| 9 martie 2019 19:15 | Vipers Kristiansand | 26 – 33 | Győri Audi ETO KC | Aquarama Kristiansand, Kristiansand Asistență: 2.200 Arbitri: Vranes, Wenninger |
| 9 martie 2019 19:15 | Waade 6             | (17–17) | Oftedal 8         | Aquarama Kristiansand, Kristiansand Asistență: 2.200 Arbitri: Vranes, Wenninger |
| 9 martie 2019 19:15 | 3× 2×               | Cronică | 4× 1×             | Aquarama Kristiansand, Kristiansand Asistență: 2.200 Arbitri: Vranes, Wenninger |

| 10 martie 2019 15:30 | Ferencvárosi TC | 31 – 27 | RK Krim  | Érd Aréna, Érd Asistență: 2.200 Arbitri: Covalciuc, Covalciuc |
| 10 martie 2019 15:30 | Klujber 9       | (16–11) | Mavsar 8 | Érd Aréna, Érd Asistență: 2.200 Arbitri: Covalciuc, Covalciuc |
| 10 martie 2019 15:30 | 5× 3×           | Cronică | 5× 2×    | Érd Aréna, Érd Asistență: 2.200 Arbitri: Covalciuc, Covalciuc |